# Janine Coelho
Janine Coelho (ur. 3 czerwca 1981) – portugalska wioślarka.

## Osiągnięcia
- Mistrzostwa Świata, Poznań 2009 – dwójka podwójna wagi lekkiej – 14. miejsce[1].
- Mistrzostwa Europy, Montemor-o-Velho 2010 – dwójka podwójna wagi lekkiej – 12. miejsce[1].